# Ilos (fils de Tros)
Pour les articles homonymes, voir Ilos.
Dans la mythologie grecque, Ilos (en grec ancien Ἶλος / Îlos), parfois nommé Ilion, fils de Tros et de Callirrhoé, est le fondateur mythique de Troie (ou Ilion). Il est marié à Eurydice, fille d'Adraste, de qui il a un fils, Laomédon, et une fille, Thémisté.
Selon le pseudo-Apollodore, il prit part à des jeux organisés par le roi de Phrygie, où il remporta le concours de lutte : il reçut en récompense cinquante jeunes hommes et cinquante jeunes filles. Le roi, faisant suite à un oracle, lui donna également une vache, en lui disant de fonder une ville là où l'animal se coucherait : cela se produisit finalement sur une colline nommée Até (« Folie », d'après la déesse éponyme). Se conformant à l'oracle, Ilos entreprit de dessiner les fondations d'une ville, et pria Zeus de lui envoyer un signe afin de témoigner de sa faveur : tombant du ciel, la statue du Palladium (représentant Pallas Athéné en armes) apparut devant sa tente. Il décida d'ériger un temple consacré à la déesse afin de l'honorer (la statue conférait l'inexpugnabilité à Troie). Selon une autre légende rapportée par Plutarque, il devint aveugle en sauvant le Palladium d'un incendie (il était interdit aux hommes de le regarder). Il retrouva par la suite la vue par l'entremise de sacrifices expiatoires.
Dans l'Iliade, il est fait référence à de nombreuses reprises à son tombeau se situant dans la plaine de Troie à proximité d´un gué pour traverser le Scamandre. Au IVe siècle av. J.-C., le philosophe Théophraste mentionne des arbres vieux et vénérables existant sur la tombe d’Ilos à Ilion.

## Sources
- Théophraste, Causes des plantes (Livre IV, 14).
- Pseudo-Apollodore, Bibliothèque [détail des éditions] [lire en ligne] (III, 12, 2-3).
- Hygin, Fables [détail des éditions] [(la) lire en ligne] (CCL).
- Homère, Iliade [détail des éditions] [lire en ligne] XI, 372 ; X, 415 ; XI, 166 ; XXIV, 349.
- Plutarque, Œuvres morales [détail des éditions] [lire en ligne] (IV-19 : Parallèles mineurs 309F/17).